# Treble
Nel calcio, il termine inglese treble (in italiano tripletta e in spagnolo triplete) indica la vittoria di tre competizioni ufficiali nel corso della stessa stagione o anno solare, oppure in altro modo conseguenti. Un classico esempio è la "tripletta" conseguita vincendo il campionato nazionale, la coppa nazionale e il principale torneo continentale.

## Premessa
La definizione di treble non comporta limitazioni sulla struttura delle competizioni, o sull'arco temporale del conseguimento. Tuttavia, per convenzione, in questa voce si riportano in prevalenza  treble ottenuti con vittorie in tornei della stessa stagione o dello stesso anno solare, escludendo  quelli che comprendono le supercoppe nazionali e le supercoppe continentali. In deroga a questa linea vengono inclusi alcuni treble di indubbia rilevanza, come lo European Treble, il Treble Internazionale e il Treble di nazionali. Nel linguaggio comune, con la parola treble ci si riferisce soprattutto alla vittoria nell'arco della stessa stagione di campionato nazionale, coppa nazionale e UEFA Champions League.

## Treble di club

### Treble nazionale
Il treble nazionale consiste solitamente nella vittoria del campionato e delle due coppe nazionali maggiori, il tutto in una singola stagione. Molte nazioni non hanno una seconda coppa nazionale, perciò sarebbe impossibile realizzare il treble nazionale. In taluni Paesi dove la coppa di lega è assente, tuttavia, è possibile realizzare questo treble vincendo il campionato nazionale, il campionato statale e la coppa federale in una singola stagione (come in Brasile, dove tale impresa è denominata tripla corona), oppure vincendo il titolo della stagione regolare, i play-off scudetto e la coppa federale (circostanza possibile in alcuni campionati del Nordamerica e dell'Oceania).

#### Campionato, coppa federale e coppa di lega
- 1925:   Shamrock Rovers (League of Ireland, FAI Cup, League of Ireland Shield)
- 1928:   Bohemians (League of Ireland, FAI Cup, League of Ireland Shield)
- 1930:   Fall River F.C. (American Soccer League, US Open Cup, Lewis Cup)
- 1932:   Shamrock Rovers (League of Ireland, FAI Cup, League of Ireland Shield)
- 1945:   Brookhattan (American Soccer League, US Open Cup, Lewis Cup)
- 1949:   Rangers (Scottish Premier League, Scottish Cup, Scottish League Cup)
- 1964:   Rangers (Scottish Premier League, Scottish Cup, Scottish League Cup)
- 1964:   Shamrock Rovers (League of Ireland, FAI Cup, League of Ireland Shield)
- 1967:   Celtic (Scottish Premier League, Scottish Cup, Scottish League Cup)
- 1969:   Celtic (Scottish Premier League, Scottish Cup, Scottish League Cup)
- 1976:   Rangers (Scottish Premier League, Scottish Cup, Scottish League Cup)
- 1978:   Rangers (Scottish Premier League, Scottish Cup, Scottish League Cup)
- 1978:   Mitsubishi HI (Japan Soccer League, Emperor's Cup, JSL Cup)
- 1979:   Servette (Lega Nazionale A, Swisscom Cup, Swiss League Cup)
- 1984:   Levski Sofia (A PFG, Coppa di Bulgaria, Coppa dell'esercito sovietico)
- 1988:   South China (Hong Kong First Division League, Hong Kong Senior Shield, Hong Kong FA Cup)
- 1988:   Nissan Motors (Japan Soccer League, Coppa dell'Imperatore, JSL Cup)
- 1989:   Nissan Motors (Japan Soccer League, Emperor's Cup, JSL Cup)
- 1989:   CSKA Sofia (A PFG, Coppa di Bulgaria, Coppa dell'esercito sovietico)
- 1989:   Derry City (League of Ireland, FAI Cup, League of Ireland Shield)
- 1991:   South China (Hong Kong First Division League, Hong Kong Senior Shield, Hong Kong FA Cup)
- 1993:   Rangers  (Scottish Premier League, Scottish Cup, Scottish League Cup)
- 1994:   Linfield (Irish Premier League, Irish Cup, Irish Football League Cup)
- 1995:   Melbourne Knights (NSL Cup, Minor Premiership, NSL Grand Final)
- 1997:   Barry Town (League of Wales, Welsh Cup, Welsh League Cup)
- 1999:   Rangers (Scottish Premier League, Scottish Cup, Scottish League Cup)
- 2000:   Bayern Monaco (Bundesliga, Coppa di Germania, DFL-Ligapokal)
- 2000:   Kashima Antlers (Japan Soccer League, Emperor's Cup, JSL Cup)
- 2001:   Celtic (Scottish Premier League, Scottish Cup, Scottish League Cup)
- 2003:   Rangers (Scottish Premier League, Scottish Cup, Scottish League Cup)
- 2004:   Rhyl (League of Wales, Welsh Cup, Welsh League Cup)
- 2005:   Bayern Monaco (Bundesliga, Coppa di Germania, DFL-Ligapokal)
- 2005:   Selangor (Malaysian Premier League, Malaysia Cup, Malaysian FA Cup)
- 2005:   Al-Hilal (Saudi Premier League, Crown Prince Cup, Federation Cup)
- 2005:   Sun Hei (Hong Kong First Division League, Hong Kong Senior Shield, Hong Kong FA Cup)
- 2006:   Linfield (Irish Premier League, Irish Cup, Irish Football League Cup)
- 2007:   South China (Hong Kong First Division League, Hong Kong Senior Shield, Hong Kong FA Cup)
- 2007:   Kedah (Malaysian Premier League, Malaysia Cup, Malaysian FA Cup)
- 2007:   Al-Sadd (Qatar Stars League, Emir Of Qatar Cup, Qatar Crown Prince Cup)
- 2008:   Bayern Monaco (Bundesliga, Coppa di Germania, Coppa di Lega tedesca)
- 2008:   Linfield (Irish Premier League, Irish Cup, Irish Football League Cup)
- 2008:   Kedah (Malaysian Premier League, Malaysia Cup, Malaysian FA Cup)
- 2010:   Debrecen (Nemzeti Bajnokság I, Magyar Kupa, Coppa di Lega)
- 2011:   Orlando Pirates (Premier Division, MTN 8, Nedbank Cup)
- 2014:   Benfica (Primeira Liga, Coppa di Portogallo, Coppa di Lega)
- 2014:   Gamba Osaka (J. League, Coppa dell'Imperatore, Coppa J. League)
- 2015:   Paris Saint-Germain (Ligue 1, Coppa di Francia, Coppa di Lega francese)
- 2015:   Steaua Bucarest (Liga I, Coppa di Lega romena, Cupa României)
- 2015:   Maccabi Tel Aviv (Ligat ha'Al, Coppa d'Israele, Coppa Toto)
- 2015:   The New Saints (Welsh Premier League, Welsh Cup, Welsh League Cup)
- 2016:   The New Saints (Welsh Premier League, Welsh Cup, Welsh League Cup)
- 2016:   Paris Saint-Germain (Ligue 1, Coppa di Francia, Coppa di Lega francese)
- 2017:   Celtic (Scottish Premier League, Scottish Cup, Scottish League Cup)
- 2018:   Paris Saint-Germain (Ligue 1, Coppa di Francia, Coppa di Lega francese)
- 2018:   Celtic (Scottish Premier League, Scottish Cup, Scottish League Cup)
- 2019:   Manchester City (Premier League, FA Cup, Coppa di Lega inglese)
- 2019:   Celtic (Scottish Premier League, Scottish Cup, Scottish League Cup)
- 2020:   Paris Saint-Germain (Ligue 1, Coppa di Francia, Coppa di Lega francese)
- 2020:   Celtic (Scottish Premier League, Scottish Cup, Scottish League Cup)
- 2023:   Celtic (Scottish Premier League, Scottish Cup, Scottish League Cup)

#### Campionato nazionale, campionato statale e coppa federale
- 2003:   Cruzeiro (Campeonato Mineiro, Copa do Brasil, Campeonato Brasileiro Série A)
- 2021:   Atlético Mineiro (Campeonato Mineiro, Copa do Brasil, Campeonato Brasileiro Série A)

#### Stagione regolare, play-off scudetto e coppa federale
- 1971:   Toronto Blizzard (Canadian National Soccer League, CNSL Playoff, CNSL Cup)
- 2015:   Melbourne Victory (A-League, Premiers' Plate, FFA Cup)
- 2017:   Sydney FC (A-League, Premiers' Plate, FFA Cup)
- 2017:   Toronto FC (Major League Soccer, MLS Supporters' Shield, Canadian Championship)

### Treble confederali
Treble costituiti da trofei assegnati da confederazioni continentali.

#### Europa (UEFA)

##### Coppa dei Campioni/Champions League, Coppa delle Coppe e Coppa UEFA/Europa League
Nel calcio internazionale la UEFA definisce come European Treble la vittoria, in almeno un'occasione nella storia di un club, di ognuna delle tre maggiori competizioni confederali stagionali, ovvero la Coppa dei Campioni/UEFA Champions League, la Coppa delle Coppe (abolita nel 1999) e la Coppa UEFA/Europa League; un tris di successi riuscito finora solo a cinque squadre:
- 1985:   Juventus (Coppa UEFA 1976-1977; Coppa delle Coppe 1983-1984; Coppa dei Campioni 1984-1985); la Juventus ricevette una targa onorifica nel 1988 in quanto primo club a conseguire lo European Treble.
- 1992:   Ajax (Coppa dei Campioni 1970-1971; Coppa delle Coppe 1986-1987; Coppa UEFA 1991-1992)
- 1996:   Bayern Monaco (Coppa delle Coppe 1966-1967; Coppa dei Campioni 1973-1974; Coppa UEFA 1995-1996)
- 2013:   Chelsea (Coppa delle Coppe 1970-1971; UEFA Champions League 2011-2012; UEFA Europa League 2012-2013)[6]
- 2017:   Manchester Utd (Coppa dei Campioni 1967-1968; Coppa delle Coppe 1990-1991; UEFA Europa League 2016-2017)

Da segnalare che tutte e cinque le squadre sopra citate hanno vinto, almeno una volta, la Supercoppa UEFA, la Coppa Intercontinentale e la Coppa del mondo per club FIFA o la Coppa Intercontinentale FIFA, cioè le due competizioni che completano il Treble internazionale. Il Chelsea è, inoltre, ad oggi, l'unica squadra ad aver vinto almeno due volte le tre competizioni sopra citate.
Nella stagione 1989-1990 si assistette alla vittoria contemporanea delle citate tre competizioni da parte di squadre di un'unica federazione, quella italiana.
- 1990:  Italia ( Milan in Coppa dei Campioni;  Sampdoria in Coppa delle Coppe;  Juventus in Coppa UEFA)[7]

In seguito all'abolizione della Coppa delle Coppe nel 1999 le squadre che non vinsero il trofeo non hanno potuto completare quel trittico. Dalla stagione 2021-2022, con la partenza della nuova terza competizione stagionale, la UEFA Conference League, in seguito alla ristrutturazione dei tornei sotto l'egida dell'UEFA, si è costituito un nuovo tipo di treble confederale. Con la vittoria della UEFA Conference League nel 2024-2025 il Chelsea è diventata la prima squadra europea ad aver vinto le quattro competizioni europee stagionali organizzate dalla UEFA (Coppa dei Campioni/UEFA Champions League, Coppa delle Coppe, Coppa UEFA/Europa League e UEFA Conference League). Il club inglese ha altresì trionfato nel nuovo formato della Coppa del mondo per club FIFA, diventando la prima squadra ad aver vinto sia il trofeo precedente che quello attuale.

### Treble misto
Treble costituito da trofei assegnati in parte da federazioni nazionali e in parte da confederazioni continentali, nonché eventualmente dalla FIFA.

#### Africa (CAF)

##### Campionato, coppa nazionale e CAF Champions League
- 1967:   TP Mazembe
- 1973:   Vita Club
- 1976:   MC Alger
- 2000:   Hearts of Oak
- 2006:   Al-Ahly (+Supercoppa d'Egitto +Supercoppa CAF)
- 2011:   Espérance
- 2020:   Al-Ahly

##### Campionato, coppa nazionale e Coppa delle Coppe d'Africa
- 1987:   Gor Mahia

#### Asia (AFC)

##### Campionato, coppa nazionale e Coppa dell'AFC
- 2008:   Al-Muharraq (+Coppa del Principe della Corona del Bahrein)
- 2019:   Ahed (+Supercoppa di Libano)
- 2022:   Al-Seeb (+Supercoppa dell'Oman)

##### Stagione regolare, play-off scudetto e Coppa dell'AFC
- 2024:   C.C. Mariners

#### Europa (UEFA)

##### Treble classico: Campionato, coppa nazionale e Coppa dei Campioni/Champions League
Queste squadre europee sono riuscite a realizzare il treble classico vincendo il proprio campionato, la coppa federale e la Champions League:
- 1967:   Celtic (+Coppa di Lega scozzese)
- 1972:   Ajax (+Coppa Intercontinentale)
- 1988:   PSV
- 1999:   Manchester Utd (+Coppa Intercontinentale)
- 2009:   Barcellona (+Supercoppa di Spagna +Supercoppa UEFA +Coppa del Mondo per club)
- 2010:   Inter (+Supercoppa italiana +Coppa del Mondo per club)
- 2013:   Bayern Monaco (+Supercoppa UEFA +Coppa del Mondo per club)
- 2015:   Barcellona (+Supercoppa UEFA +Coppa del Mondo per club)
- 2020:   Bayern Monaco (+Supercoppa di Germania +Supercoppa UEFA +Coppa del Mondo per club)
- 2023:   Manchester City (+Supercoppa UEFA +Coppa del Mondo per club)
- 2025:   Paris Saint-Germain (+Supercoppa UEFA)

Barcellona e Bayern Monaco sono le uniche squadre nel continente ad aver realizzato il treble classico in due occasioni distinte (stagioni 2008-2009 e 2014-2015 per gli spagnoli e stagioni 2012-2013 e 2019-2020 per i tedeschi).

##### Campionato, coppa nazionale e Coppa UEFA/Europa League
Le seguenti formazioni europee sono riuscite a realizzare il treble piccolo, vincendo il proprio campionato, una coppa nazionale e l'Europa League (Coppa UEFA fino al 2009):
- 1982:   IFK Göteborg
- 2000:   Galatasaray (+Supercoppa Europea)
- 2003:   Porto (+Supercoppa di Portogallo)
- 2005:   CSKA Mosca
- 2011:   Porto (+Supercoppa di Portogallo)

Il Porto è l'unica squadra ad essersi aggiudicata il treble piccolo in due occasioni distinte (stagioni 2002-2003 e 2010-2011). Nessun club è mai riuscito a centrare un treble che includesse l'ormai estinta Coppa delle Coppe.

##### Campionato, coppa di lega e Coppa dei Campioni/Champions League
Queste squadre sono riuscite a completare il treble, ma con la coppa di lega in sostituzione alla nazionale.
- 1967:   Celtic (+Coppa nazionale scozzese)

- 1984:   Liverpool

##### Campionato, Coppa dei Campioni/Champions League e Coppa Intercontinentale/Coppa del mondo per club FIFA/Coppa Intercontinentale FIFA
Queste squadre europee sono riuscite a realizzare il treble campione vincendo durante lo stesso anno solare il proprio campionato, la Champions League (o Coppa dei Campioni), la Coppa del mondo per club FIFA (Coppa Intercontinentale fino al 2004 e nell'anno solare fino al 2023) o la Coppa Intercontinentale FIFA.
- 1965:   Inter
- 1972:   Ajax (+Coppa dei Paesi Bassi)
- 1991:   Stella Rossa
- 1995:   Ajax (+Supercoppa d'Olanda +Supercoppa Europea)
- 1999:   Manchester Utd (+Coppa d'Inghilterra)
- 2001:   Bayern Monaco
- 2004:   Porto (+Supercoppa di Portogallo)
- 2008:   Manchester Utd (+Supercoppa d'Inghilterra)
- 2009:   Barcellona (+Coppa del Re +Supercoppa di Spagna +Supercoppa Europea)
- 2010:   Inter (+Coppa Italia +Supercoppa italiana)
- 2011:   Barcellona (+Supercoppa di Spagna +Supercoppa Europea)
- 2013:   Bayern Monaco (+Coppa di Germania +Supercoppa Europea)
- 2015:   Barcellona (+Coppa del Re +Supercoppa Europea)
- 2017:   Real Madrid (+Supercoppa di Spagna +Supercoppa Europea)
- 2020:   Bayern Monaco (+Coppa di Germania +Supercoppa di Germania +Supercoppa Europea)
- 2022:   Real Madrid (+Supercoppa Europea)
- 2023:   Manchester City (+Coppa d'Inghilterra +Supercoppa Europea)
- 2024:   Real Madrid (+Supercoppa Europea)

L'impresa di laurearsi nello stesso anno campione nazionale, d'Europa e del mondo è stata finora realizzata per più di una volta da sei differenti squadre: in tre occasioni dal Barcellona, dal Bayern Monaco e dal Real Madrid, e due volte ciascuno da Ajax, Inter e Manchester Utd.

##### Coppa federale, coppa di lega e Coppa UEFA/Europa League
- 2001:   Liverpool

#### Sud America (CONMEBOL)

##### Campionato, Copa Libertadores e Coppa del mondo per club
Queste squadre sudamericane sono riuscite a realizzare il treble campione vincendo il proprio campionato, la Copa Libertadores e la Coppa del mondo per club (Coppa Intercontinentale fino al 2004 e nell'anno solare fino al 2023) o la Coppa Intercontinentale FIFA.
- 1961:   Peñarol
- 1962:   Santos
- 1963:   Santos
- 1971:   Nacional
- 1979:   Olimpia
- 1980:   Nacional
- 1982:   Peñarol
- 1986:   River Plate
- 2000:   Boca Juniors
- 2003:   Boca Juniors

#### Resto del mondo

##### Campionato, coppa nazionale e coppa continentale
Anche negli altri continenti ormai sono presenti trofei continentali assimilabili alla Champions League europea.
- 1969:   Cruz Azul (CONCACAF) (+Supercoppa del Messico)
- 1985:   Defence Force (CONCACAF)
- 1987:   Tokyo Verdy (AFC)
- 1988:   Al-Sadd (AFC)
- 1995:   Thai Farmers Bank (AFC)
- 1997:   Cruz Azul (CONCACAF)
- 2019:   Hienghène Sport (OFC)
- 2019-2020:   Al-Hilal (AFC)
- 2019-2020:   Monterrey (CONCACAF)
- 2022:   Auckland City (OFC)

### Treble internazionale
Treble costituito da due trofei assegnati da confederazioni continentali oltre alla Coppa del mondo per club FIFA (Coppa Intercontinentale fino al 2004 e nell'anno solare fino al 2023) o la Coppa Intercontinentale FIFA.

#### Europa (UEFA)

##### Coppa dei Campioni/UEFA Champions League, Supercoppa UEFA e Coppa Intercontinentale/Coppa del mondo per club FIFA/Coppa Intercontinentale FIFA
Queste squadre europee sono riuscite a realizzare il treble internazionale, vincendo lo stesso anno la Champions League (Coppa dei Campioni), la Supercoppa UEFA e la Coppa del mondo per club FIFA (Coppa Intercontinentale fino al 2004 e disputata nell'anno solare fino al 2023) o la Coppa Intercontinentale FIFA.
- 1987:   Porto
- 1989:   Milan
- 1990:   Milan
- 1995:   Ajax (+Campionato d'Olanda +Supercoppa d'Olanda)
- 1996:   Juventus
- 2002:   Real Madrid
- 2007:   Milan
- 2009:   Barcellona (+Campionato di Spagna +Coppa del Re +Supercoppa di Spagna)
- 2011:   Barcellona (+Campionato di Spagna +Supercoppa di Spagna)
- 2013:   Bayern Monaco (+Campionato di Germania +Coppa di Germania)
- 2014:   Real Madrid (+Coppa del Re)
- 2015:   Barcellona (+Campionato di Spagna +Coppa del Re)
- 2016:   Real Madrid
- 2017:   Real Madrid (+Campionato di Spagna +Supercoppa di Spagna)
- 2019:   Liverpool
- 2020:   Bayern Monaco (+Campionato di Germania +Coppa di Germania +Supercoppa di Germania)
- 2021:   Chelsea
- 2022:   Real Madrid (+Campionato di Spagna)
- 2023:   Manchester City (+Campionato d'Inghilterra +Coppa d'Inghilterra)
- 2024:   Real Madrid (+Campionato di Spagna)

#### Sud America (CONMEBOL)

##### Coppa Libertadores, Recopa Sudamericana e Coppa del mondo per club FIFA
Queste squadre sudamericane sono riuscite a realizzare il treble internazionale, vincendo lo stesso anno la Coppa Libertadores, la Recopa Sudamericana e la Coppa del mondo per club (è da segnalare, tuttavia, che la Recopa viene tecnicamente disputata l'anno successivo alla vittoria della Libertadores).
- 2006:   Internacional
- 2012:   Corinthians

## Treble di nazionali
- Uruguay: Copa América del 1923, Olimpiade del 1924 e Copa América del 1924.
- Italia: Mondiale del 1934, Olimpiade del 1936 e Mondiale del 1938 (+Coppa Internazionale 1933-1935) (record per una finale di una competizione mondiale).
- Spagna: Europeo del 2008, Mondiale del 2010 ed Europeo del 2012 (record per una finale di una competizione continentale).[10]
- Francia: Mondiale del 1998, Europeo del 2000 e Confederations Cup del 2001.
- Brasile: Mondiale del 2002, Copa América del 2004 e Confederations Cup del 2005.
- Argentina: Copa América del 2021, Mondiale del 2022 e Copa América del 2024 (+Coppa dei Campioni CONMEBOL-UEFA del 2022) (record per una finale di una competizione continentale).

## Treble individuali

### Pallone d'oro, FIFA World Player of the Year/The Best FIFA Men´s Player e Scarpa d'oro
Soltanto tre calciatori sono riusciti a centrare il treble individuale, aggiudicandosi il Pallone d'oro, il FIFA World Player of the Year/The Best FIFA Men's Player e la Scarpa d'oro nella stessa stagione:
- 1997:  Ronaldo ( Barcellona /  Inter)
- 2008:  Cristiano Ronaldo ( Manchester Utd)
- 2019:  Lionel Messi ( Barcellona)

Con la fusione del Pallone d'oro e del FIFA World Player of the Year nel Pallone d'oro FIFA, dal 2010 al 2015 questo tipo di treble non è stato realizzabile. A partire dal 2016, con il ritorno alla formula originaria del Pallone d´oro e la conseguente istituzione del premio The Best FIFA Football Awards, è nuovamente possibile realizzare il treble.

### Plurivincitori del treble classico
Sono 13 i calciatori plurivincitori del treble costituito da campionato, coppa nazionale e coppa continentale (tutti per due volte):
- 2009 e 2010:  Samuel Eto'o ( Barcellona /  Inter)
- 2009 e 2015:  Dani Alves ( Barcellona)
- 2009 e 2015:  Sergio Busquets ( Barcellona)
- 2009 e 2015:  Andrés Iniesta ( Barcellona)
- 2009 e 2015:  Lionel Messi ( Barcellona)
- 2009 e 2015:  Pedro ( Barcellona)
- 2009 e 2015:  Gerard Piqué ( Barcellona)
- 2009 e 2015:  Xavi ( Barcellona)
- 2013 e 2020:  David Alaba ( Bayern Monaco)
- 2013 e 2020:  Jérôme Boateng ( Bayern Monaco)
- 2013 e 2020:  Javi Martínez ( Bayern Monaco)
- 2013 e 2020:  Thomas Müller ( Bayern Monaco)
- 2013 e 2020:  Manuel Neuer ( Bayern Monaco)
- 2020 e 2025:  Lucas Hernández ( Bayern Monaco /  Paris Saint-Germain)

Samuel Eto'o è l'unico calciatore ad aver raggiunto questo traguardo per due anni consecutivi, tra l'altro con la maglia di due squadre diverse (quest'ultimo record condiviso con Lucas Hernández).

## Treble mancati
Di seguito sono elencate le squadre che hanno realizzato un double, ma si sono classificate seconde nella terza competizione, mancando così il treble.
Sono esclusi i treble mancati che comprendono piazzamenti nelle coppe di lega, nelle supercoppe nazionali e nelle supercoppe continentali.
- 1958:   Real Madrid – vince la Liga e la Coppa dei Campioni, ma perde in finale di Coppa del Re contro l'Athletic Bilbao.
- 1962:   Real Madrid – vince la Liga e la Coppa del Re, ma perde in finale di Coppa dei Campioni contro il Benfica.
- 1965:   Inter – vince la Serie A e la Coppa dei Campioni, ma perde in finale di Coppa Italia contro la Juventus.
- 1968:   Milan – vince la Serie A e la Coppa delle Coppe, ma arriva secondo nel girone finale di Coppa Italia.
- 1971:   Ajax – vince la KNVB beker e la Coppa dei Campioni, ma arriva secondo in Eredivisie.
- 1973:   Milan – vince la Coppa Italia e la Coppa delle Coppe, ma arriva secondo in Serie A
- 1976:   Anderlecht – vince la Coupe de Belgique e la Coppa delle Coppe, ma arriva secondo nella Division I.
- 1977:   Liverpool – vince la First Division e la Coppa dei Campioni, ma perde in finale di FA Cup contro il Manchester Utd.
- 1985:   Everton – vince la First Division e la Coppa delle Coppe, ma perde in finale di FA Cup contro il Manchester Utd.
- 1986:   Steaua Bucarest – vince la Divizia A e la Coppa dei Campioni, ma perde in finale di Coppa di Romania contro la Dinamo Bucarest.
- 1991:   Stella Rossa – vince la Prva Liga e la Coppa dei Campioni, ma perde in finale di Coppa di Jugoslavia contro l'Hajduk Spalato.
- 1995:   Juventus – vince la Serie A e la Coppa Italia, ma perde in finale di Coppa UEFA contro il Parma.
- 1997:   Barcellona – vince la Coppa del Re e la Coppa delle Coppe, ma arriva secondo in Liga.
- 1999:   Bayern Monaco – vince la Bundesliga e la Coppa di Germania, ma perde in finale di Champions League contro il Manchester Utd .
- 2004:   Porto – vince la SuperLiga e la Champions League, ma perde in finale di Coppa del Portogallo contro il Benfica.
- 2010:   Bayern Monaco – vince la Bundesliga e la Coppa di Germania, ma perde in finale di Champions League contro l'Inter.
- 2011:   Barcellona – vince la Liga e la Champions League, ma perde in finale di Coppa del Re contro il Real Madrid.
- 2015:   Juventus – vince la Serie A e la Coppa Italia, ma perde in finale di Champions League contro il Barcellona.
- 2017:   Juventus – vince la Serie A e la Coppa Italia, ma perde in finale di Champions League contro il Real Madrid.
- 2020:   Paris Saint-Germain – vince la Ligue 1 e la Coppa di Francia, ma perde in finale di Champions League contro il Bayern Monaco.
- 2024:   Bayer Leverkusen – vince la Bundesliga e la Coppa di Germania, ma perde in finale di Europa League contro l'Atalanta.